# Albert François du Chasteler
Ne doit pas être confondu avec Chasseurs Chasteler ou Famille du Chasteler.
Le marquis Albert du Chasteler, né le 16 décembre 1794 à Wurtzbourg, en Bavière et mort
à Bruxelles le 16 août 1836, est un militaire, officier de cavalerie, ayant combattu dans la Grande Armée de Napoléon Ier, puis dans l'armée néerlandaise et finalement dans les forces armées belges.
Il prend une part importante à la révolution belge de 1830 en créant le corps de volontaires des chasseurs Chasteler après les Journées de Septembre.

## Biographie

### Origines et vie privée
Albert du Chasteler est l'un des membres de la famille du Chasteler, fils de François du Chasteler de Moulbaix (nl) et de Marie-Thérèse de Fourneau. Il se marie le 25 mai 1820 avec Victoire Clotilde Tons d'Incourt. Ils ont un fils, Oswald du Chasteler, né le 27 décembre 1822 à Bruxelles.
Il est le cousin de Jean-Gabriel du Chasteler général de l'armée impériale autrichienne à la même période.

### Carrière militaire

#### Armée française
Albert François du Chasteler entre dans la Grande Armée de Napoléon Ier le 15 février 1811, après avoir fait ses classes au prytanée militaire de la Flèche d'où il sort le 28 février 1810 et à l'école de cavalerie de Saint-Germain-en-Laye qu'il termine le 1er octobre 1810. Le 1er décembre 1811, il est nommé sous-lieutenant dans les cuirassiers et participe à la bataille de Dresde. Le 12 février 1814 il est nommé capitaine et aide-de-camp du général Jean-Lucq D'Arriule, qui commande une brigade de cavalerie de la 4e division de la garde impériale.
Il est décoré de l'ordre de la Légion d'honneur au grade de chevalier, le 22 novembre 1813.

#### Armée néerlandaise
Après la première abdication de Napoléon Ier en avril 1814, Albert François du Chasteler démissionne de l'armée française et rejoint l'armée de la Principauté souveraine des Pays-Bas unis, le 15 mai 1814 en tant que capitaine au 8e régiment des hussards. À ce titre, le 18 juin 1815, il participe à la bataille de Waterloo dans les rangs néerlandais, contre Napoléon, où il est blessé et pour laquelle il reçoit la décoration de chevalier l'Ordre militaire de Guillaume le 10 juillet 1815. Il est nommé major le 2 septembre 1815, puis démissionne le 3 mai 1820.

#### Révolution belge

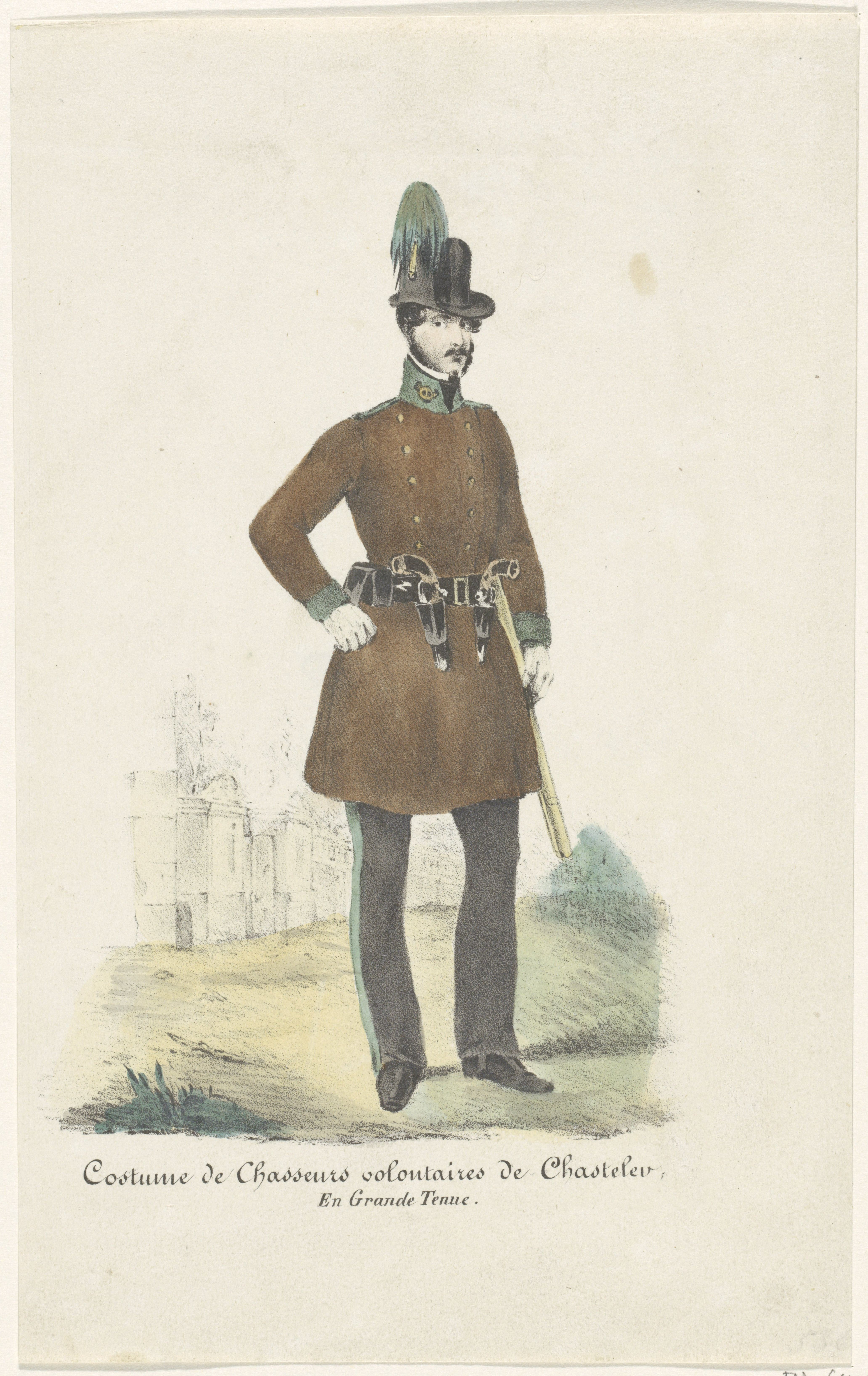
Lithographie d'un « chasseur Chasteler » en 1830.

Lorsqu'éclate la révolution belge, le marquis du Chasteler se rallie au camp des « belges ». Dès le début des émeutes d’août 1830 à Bruxelles, il rejoint la garde bourgeoise. Le 2 septembre, alors qu'il monte personnellement la garde devant le palais royal de Bruxelles, il rencontre le prince Guillaume, le fils du roi, qui lui dit : « Quoi, vous ici marquis? Votre tour revient bien souvent. Vous êtes donc un brave? ». Et le marquis de lui répondre, en présentant les armes : « Oui monseigneur, quand la patrie est en danger, il n'y a d'autre distinction entre les citoyens que celle qui résulte du plus ou moins de zèle pour sa défense. »
Après les Journées de Septembre, il créé le corps franc des chasseurs Chasteler, à ses frais. Il rejoint également la garde civique de Bruxelles. Pour ses actions, il reçoit la Croix de fer, le 30 avril 1835.

#### Armée belge
Le 5 octobre 1830 le gouvernement provisoire de Belgique le nomme général. Il est chargé de l'organisation de la cavalerie de la future armée belge. 

## Distinctions
- Chevalier de la Légion d'honneur, le 22 novembre 1813
- chevalier l'Ordre militaire de Guillaume, le 10 juillet 1815
- Chevalier de l'ordre de Léopold, le 15 décembre 1833
- Récipiendaire de la Croix de fer, le 30 avril 1835
- Chevalier de l'ordre de la Tour et de l'Épée du Portugal, en 1836.